# جنانا
در فلسفه و ادیان هندی jñāna (سانسکریت: ज्ञान ،[ˈdʑɲa:nɐ])  دانش، معرفت، درک و شناخت، خرد و فرزانگی است.
درک jñana بر یک رویداد شناختی متمرکز است که در صورت تجربه شناخته می‌شود. این دانش غیرقابل تفکیک از حقیقت است، به ویژه یک واقعیت کلی یا الهی (برهمن).
ریشه ज्ञा- jñā- با انگلیسی know، و همچنین یونانی γνώ- (مانند γνῶσις gnosis) و لیتوانیایی žinoti مترادف است. متضاد آن अज्ञान ajñāna «جهل» است.

## در بودیسم
در بودیسم تبتی، jñāna (به تبتی: ye shes) به آگاهی خالصی اشاره دارد که عاری از محدودیت‌های مفهومی است و با پیشرفت در ده مرحله جنانا ( Bodhisattva bhumis)، فرد به روشنگری کامل و نیروانا می‌رساند.

## در هندوئیسم

### ودانتا
Prajñānam Brahma (प्रज्ञानम् ब्रह्म)، یکی از Mahāvākyas، به معنای «شناخت برهمن است». 

### یوگا
یوگا جانانا (ज्ञान योग، معرفت یوگا) یکی از سه مسیر اصلی (मार्ग، مارگاس) است که قرار است به سمت موکشا (मोष و از مادیات رهایی یابد. دو مسیر اصلی دیگر کارما یوگا و باکتی یوگا هستند. راجا یوگا (राजयोग، یوگا کلاسیک که شامل چندین یوگا است نیز گفته می‌شود که به موکشا منتهی می‌شود. طی طریق مبتنی بر خلق و خوی شخصیتی افراد متفاوت است.

## جین
بر اساس متون جین مانند، دانش پنج نوع است.
- Mati Jñāna (دانش حسی)
- Śruta Jñāna (دانش کتاب مقدس)
- Avadhi Jñāna (روشن بینی)
- Manah Prayaya Jñāna (تله پاتی)
- (Omniscience)Kevala gyana

## در آیین سیک
به معرفت معنوی اشاره دارد. افراد آگاه اغلب با عنوان «جیانی» شناخته می‌شوند.